# Chroma Key
Para el efecto digital, ver croma.
Chroma Key es el nombre bajo el cual graba el exteclista de Dream Theater, Kevin Moore. A pesar de ser primariamente un proyecto solista de Kevin Moore, varios músicos han grabado como parte de Chroma Key con Kevin, como el bajista Joey Vera, el baterista Mark Zonder, y el guitarrista Jason Anderson. La música de Moore es una mezcla de rock progresivo y electrónica e incluso algo de ambient, con sonidos de teclado detallados y un cierto humor o ambiente oscuro.
A la fecha ha habido tres lanzamientos de Chroma Key:
- Dead Air For Radios
- You Go Now
- Graveyard Mountain Home

Todos los lanzamientos de Chroma Key han sido producidos y grabados por el propio Moore en sus estudios en casa, cuyas localizaciones cambian de álbum en álbum.
Después de dejar Dream Theater en 1994, Moore se mudó a Santa Fe, Nuevo México, donde buena parte de su primer álbum, Dead Air for Radios de 1998 fue escrito. You Go Now del 2000 fue escrito y grabado en Los Ángeles, justo antes de otra mudanza a Costa Rica, donde Moore vivió por tres años. En Costa Rica comenzó a escribir y grabar ideas para un nuevo álbum de Chroma Key, produciendo dutante el día un programa de radio musical activista bi-semanal para Radio for Peace International, una estación de onda corta situada en San José. Moore lanzó una compilación del programa - una mezcla de músca original y grabaciones de palabras habladas políticamente volátiles - como un álbum descargable en www.chromakey.com - como The Memory Hole 1. Graveyard Mountain Home fue grabado en Estambul, Turquía.
La influencia de Kevin Moore como músico y compositor ha sido notable en la evolución de Chroma Key, y sus experimentaciones con sonidos electrónicos y la ambientación oscura le han otorgado un estilo único dentro del rock progresivo. A lo largo de los años, Chroma Key ha sido considerado un proyecto de culto entre los fanáticos del rock progresivo y la música electrónica. A pesar de que Moore ha mantenido un perfil bajo en términos de presentaciones en vivo, su impacto a través de sus álbumes y su enfoque creativo sigue siendo altamente apreciado en la comunidad musical.
Kevin Moore hizo la banda sonora para una película turca titulada Ghost Book.
- Datos: Q2347080